# Barco de desembarco ruso Novocherkassk
Novocherkassk (BDK-46) fue un buque de desembarco de clase Ropucha de la Armada rusa. Fue parte de la Flota del Mar Negro y resultó dañado mientras estaba en el puerto durante la invasión rusa de Ucrania en 2022 el buque fue presuntamente destruido el 26 de diciembre de 2023 por las Fuerzas Armadas de Ucrania. Diversas fuentes de ambos bandos hablan de "daños" de diversa índole, el estado real del barco aún no ha trascendido oficialmente ni existen imágenes o informes oficiales que lo atestigüen. Según la Fuerza Aérea de Ucrania, el buque sufrió explosiones secundarias y será difícil de reparar.

## Descripción
El Novocherkassk tenía un desplazamiento de 4.080 t (4.020 toneladas largas), una longitud de 112,5 metros (369 pies 1 pulgada), una manga de 15 metros (49 pies 3 pulgadas) y un calado de 3,7 metros (12 pies 2 pulgadas). Dos motores diésel le permitían una velocidad máxima de 17,8 nudos (33,0 km/h; 20,5 mph) y una autonomía de 6.000 millas náuticas (11.000 km; 6.900 mi) a 12 nudos (22 km/h; 14 mph). Era capaz de transportar hasta 500 toneladas de carga y 225 soldados embarcados. Estaba armado con dos montajes de artillería AK-725 de 57 mm y dos sistemas de lanzamiento múltiple de cohetes de 122 mm.

## Historia

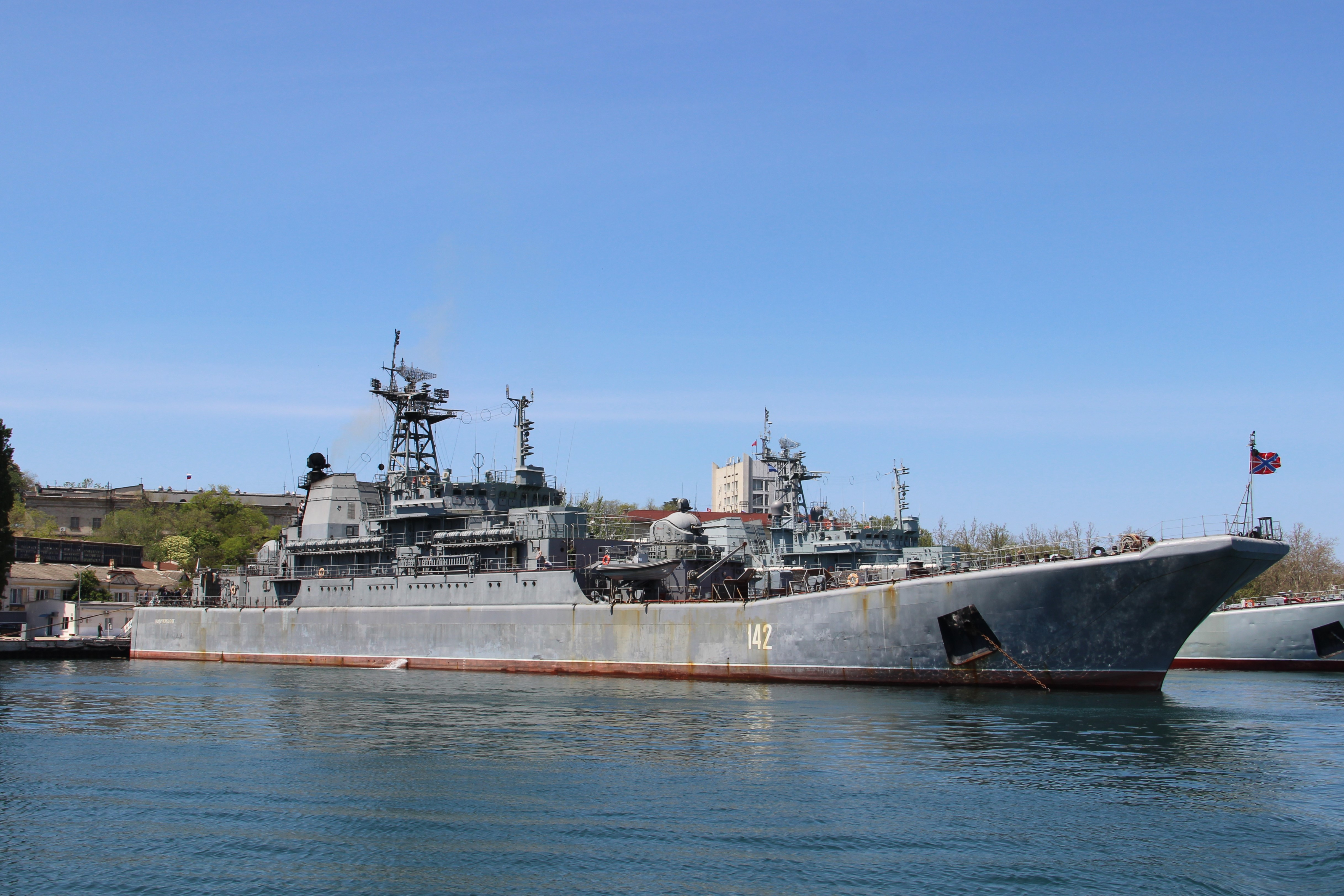
Novocherkassk en Sebastopol en 2015.

El Novocherkassk participó en una operación con otros barcos de la Flota del Mar Negro para anclar frente a la costa de Gaza en noviembre de 2012. El movimiento del barco aparentemente tenía como objetivo prepararse para evacuar a los ciudadanos rusos de Israel en caso de que el conflicto palestino-israelí se intensificara allí. Otros barcos que participaron en la operación fueron el Saratov y el Moskva.  En 2015, Novocherkassk fue parte de los ejercicios de la Flota del Mar Negro en el Mediterráneo que correspondieron con una acumulación rusa de fuerzas militares en Siria. El barco partió una vez más hacia Siria en marzo de 2020, con su barco de desembarco hermano Tsézar Kunikov y las fragatas Almirante Grigorovich y Almirante Makarov, en respuesta a las crecientes tensiones con Turquía y a una retirada de las tropas estadounidenses de Siria. El movimiento de los barcos generó preocupaciones sobre la propagación del virus COVID-19 desde y hacia Rusia.
En marzo de 2022, aproximadamente un mes después de la invasión rusa de Ucrania, el Novocherkassk estaba atracado en el puerto de Berdiansk, en el sur de Ucrania, con varios otros buques de guerra rusos. Los bombardeos ucranianos del 25 de marzo dañaron varios barcos rusos allí, hundiendo al Saratov y dañando al Novocherkassk. En junio de 2022, el medio de comunicación estatal ruso TASS afirmó que el Novocherkassk era uno de los doce barcos de desembarco en el Mar Negro que podrían lanzar una operación anfibia en Ucrania. Sin embargo, no se confirmó que Novocherkassk estuviera reparado y se desconocía su estado.

### Dañado
El 24 de agosto de 2022 se informó que Novocherkassk y el barco gemelo Tsézar Kunikov estaban fuera de servicio debido a la falta de repuestos para reparar los barcos. La falta de repuestos se atribuyó a las sanciones impuestas a Rusia.

### Destruido
El 26 de diciembre de 2023, Novocherkask sufrió daños mientras se encontraba en una base naval en la ciudad de Feodosia en la Crimea ocupada por Rusia. Múltiples fuentes informaron que fue alcanzado por misiles de crucero ucranianos. Según se informa, videos no verificados publicados en las redes sociales muestran grandes explosiones vistas en el puerto de Feodosia después del ataque. Según la Fuerza Aérea de Ucrania, el buque sufrió explosiones secundarias y será difícil de reparar.
La Fuerza Aérea de Ucrania emitió un comunicado diciendo que destruyeron el barco y creían que se utilizaba para transportar vehículos aéreos no tripulados (UAV) de ataque de fabricación iraní. Andrii Klymenko, director del Instituto de Estudios Estratégicos del Mar Negro, analizó el vídeo del ataque y dijo al New York Times: "A juzgar por el vídeo de la explosión, que fue muyfuerte, llevaba explosivos: o granadas o misiles o, como algunos dicen, drones". Una fotografía no verificada que los blogueros militares ucranianos afirman ser del barco, tomada durante el día siguiente, muestra extensos restos del barco sobre el agua.
Los funcionarios rusos confirmaron el ataque y afirmaron que una persona murió y dos resultaron heridas por un incendio en la ciudad iniciado por el ataque, al tiempo que describieron el barco como "dañado". Los funcionarios rusos también afirmaron que dos Su-24 ucranianos fueron derribados por fuego antiaéreo durante el ataque, lo que Ucrania negó.
El Presidente ucraniano Zelenski declaró lo siguiente sobre el ataque: "Estoy agradecido a nuestra Fuerza Aérea por la reposición de la flota submarina rusa del Mar Negro con otro buque. No habrá lugar pacífico para los ocupantes en Ucrania" (es un comentario humorístico, hace referencia al anterior hundimiento del Moskvá). La fotografía del buque tras el ataque mostró que se había hundido junto a su muelle.